# El Assafia
El Assafia (în arabă العاسفية) este o comună din provincia Laghouat, Algeria.
Populația comunei este de 5.618 locuitori (2008).